# Saileria irrorata
Saileria irrorata är en insektsart som beskrevs av Henry 1976. Saileria irrorata ingår i släktet Saileria och familjen ängsskinnbaggar. Inga underarter finns listade i Catalogue of Life.